# خیابان ۵۲ام (آلبوم)
 «خیابان ۵۲ام» (به انگلیسی: 52nd Street) آلبومی از هنرمند اهل ایالات متحده آمریکا بیلی جوئل است که در ۱۳ اکتبر ۱۹۷۸ منتشر شد.
این آلبوم که دارای ۹ ترانه بوده به صورت کاست توسط کلمبیا رکوردز و Family Productions انتشار یافته است. آلبوم خیابان ۵۲ام برنده جایزه گرمی برای بهترین آلبوم سال در سال ۱۹۸۰ شده است.